# Oasis of the Seas
Oasis of the Seas je osobní zaoceánská loď patřící společnosti Royal Caribbean International. Jde o první plavidlo své třídy; v listopadu 2010 se k ní připojila její sesterská loď Allure of the Seas. Obě lodě pak mají plout v Karibském moři s domovským přístavem ve floridském Fort Lauderdale.
U Royal Caribbean tato loď nahradila plavidla třídy Freedom. Do roku 2016 šlo o největší osobní loď na světě, potom ji překonala sesterská loď Harmony of the Seas s o 2 metry větší délkou a větším výtlakem.

## Technické parametry
Pohon plavidla o hrubé prostornosti 225 282 BRT zajišťují tři otočně instalované lodní vrtule, jsou umístěny pod zádí (jedná se o poměrně nové zařízení firmy ABB, označované Azipod, které tak současně nahrazuje kormidlo). Každá z nich je poháněna elektromotorem o výkonu 20 000 kW; pohon lodi je tedy dieselelektrický. Elektrickou energii pro celou loď dodávají generátory poháněné šesti vznětovými motory Wärtsilä, tři typu 16V46D (každý o výkonu 18 480 kW) a tři motory 12V46D (každý o výkonu 13 860 kW).

## Historie
Zakázka na stavbu lodi byla zadána v únoru 2006 pod názvem "Projekt Genesis". Stavba započala v docích STX Europe (dříve Aker Yards) ve finském Turku 12. listopadu 2007. Společnost 15. dubna 2009 oznámila, že se jí podařilo zajistit plné financování projektu.
Jméno Oasis of the Seas vzešlo ze soutěže, která se konala v květnu 2008.
Loď byla dokončena a předána společnosti Royal Caribbean 28. října 2009. O dva dny později zamířila z Finska do USA. Baltské moře opustila, když 1. listopadu proplula pod dánským mostem přes Velký Belt. Světlá výška mostu je 65 m, zatímco Oasis of the Seas má celkovou výšku 72 m. Průjezd lodi byl umožněn zejména zatažením teleskopických komínů, o dalších 30 cm loď poklesla díky jevu dynamického snížení polohy lodi při rychlé plavbě v mělké vodě.
 Loď most minula rychlostí 20 uzlů (37 km/h) a její nejvyšší část byla vzdálena od mostovky jen 60 centimetrů. Po přeplutí Atlantského oceánu doplula na Floridu 13. listopadu 2009.
Až do roku 2016 byla Oasis of the Seas největší osobní lodí na světě, potom ji překonala sesterská loď Harmony of the Seas. Někdy se uvádělo, že už Allure of the Seas byla o pár centimetrů delší, ale oficiálně byly obě lodi stejně velké a centimetrové rozdíly mohly být způsobeny odlišnými fyzikálními podmínkami (zejména teplotou) při měření.